# John Talbot, 2. Earl of Shrewsbury

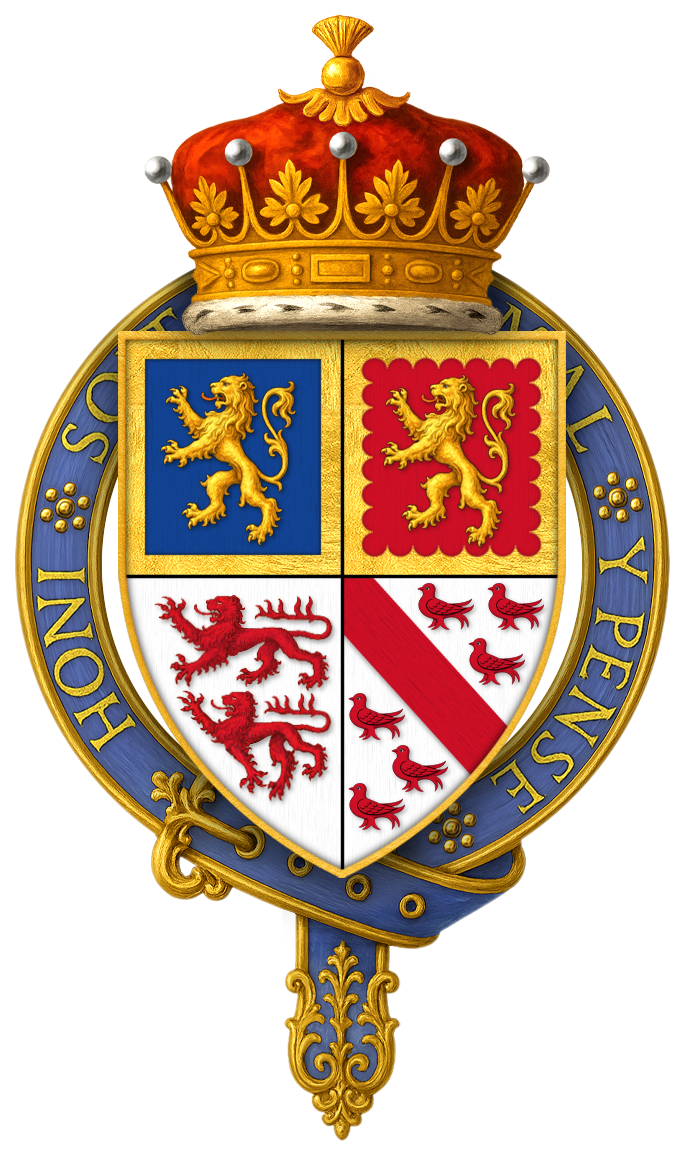
Wappen von John Talbot, 2. Earl of Shrewsbury

John Talbot, 2. Earl of Shrewsbury KG (* um 1413; † 10. Juli 1460 in Northampton) war englischer Adliger und Militär.

## Leben
Er war der älteste Sohn von John Talbot, 1. Earl of Shrewsbury aus dessen erster Ehe mit Maud Nevill, 6. Baroness Furnivall.
1426 wurde er zum Knight of the Bath geschlagen und nahm 1434 und 1442 an den Kämpfen des Hundertjährigen Krieges in Frankreich teil. Von 1445 bis 1447 hatte er das Staatsamt des Lord Chancellor von Irland inne. Mit dem Tod seines Vaters erbte Talbot das Amt des Lord High Steward of Ireland. Er diente von 1456 bis 1458 als Lord High Treasurer und wurde 1457 als Knight Companion in den Hosenbandorden aufgenommen.
In den Rosenkriegen unterstützte er zeit seines Lebens das Haus Lancaster. Er starb am 10. Juli 1460 in der Schlacht von Northampton.

## Ehe und Nachkommen
Spätestens im März 1455 hatte er seine Cousine dritten Grades Lady Elizabeth Butler († 1473), die Tochter von James Butler, 4. Earl of Ormonde, geheiratet. Mit ihr hatte er sieben Kinder:
- Lady Ann Talbot (* um 1445; † 17. Mai 1494) ⚭ Sir Henry Vernon († 1515);
- John Talbot, 3. Earl of Shrewsbury (* 1448; † 1473);
- James Talbot (* um 1450; † 1471);
- Sir Gilbert Talbot KG (* um 1452; † 1518);
- Rev. Christopher Talbot (* um 1454; † nach 1474), Pfarrer von Whitchurch;
- Sir George Talbot (* um 1456);
- Lady Margaret Talbot (* um 1460) ⚭ Thomas Chaworth († um 1483).